# Oszkol
Az Oszkol (oroszul: Оскол) vagy Oszkil (ukránul: Оскіл) folyó Oroszországban és Ukrajnában, mely a Közép-orosz-hátságban ered, 472 kilométer hosszú (ebből Ukrajna területén 177 km), vízgyűjtő területe 14 800 km² és a Donyec folyóba torkollik. Medre 30–40 méter széles és 2,5–3 méter mély, maximális mélysége 10 méter.